# Nebojša Popović (rokometaš)
Nebojša Popović, jugoslovanski (srbski; srbsko Небојша Поповић) rokometaš, * 28. april 1947, Prijedor.
Leta 1972 je na poletnih olimpijskih igrah v Münchnu v sestavi jugoslovanske rokometne reprezentance osvojil zlato olimpijsko medaljo.
Udeležil se je tudi poletnih olimpijskih igrah leta 1976 v Montrealu, kjer je jugoslovanska rokometna reprezentanca osvojila peto mesto.